# Isabel Benavente
Isabel Benavente, es una ex gimnasta rítmica de España .

## Biografía
El origen de la gimnasia rítmica española en lo que a alta competición se refiere llegó en la Escuela Superior de Educación Física Femenina Julio Ruiz de Alda, la Almudena en Madrid. Isabel Benavente, Rosa Ascaso y Rosa Jiménez, participaron en el Campeonato del Mundo de Budapest en 1963. En 1974, la Federación Española de Gimnasia, presidida por Félix Fernández, creó la selección nacional de gimnasia rítmica para poder participar en el Campeonato del Mundo de Madrid en 1975 y en el Campeonato de Europa de Madrid en 1978. La primera seleccionadora nacional fue la búlgara Ivanka Tchakarova. Ocupó ese puesto desde 1974 hasta 1978, y contó con la ayuda como entrenadoras de Carmen Algora y, en un primer momento, también de Teresa de Isla. Al principio entrenaron en la Delegación Nacional de Deportes, para posteriormente pasar al Gimnasio Moscardó de Madrid. En 1975 se celebró el primer Campeonato de España de Gimnasia Rítmica, y en noviembre, el Campeonato Mundial en Madrid, el cual resultó un rotundo éxito para la rítmica española, lográndose seis medallas tanto en modalidad de conjuntos como en individual. En 1979, Tchakarova fue relevada como seleccionadora por la también búlgara Meglena Atanasova, que estaría hasta 1981. En esa época María José Rodríguez sería entrenadora de las individuales, acompañada en 1980 y 1981 por Tchakarova; y de 1979 a 1980 Aurora Fernández del Valle sería entrenadora del conjunto, además de ser el periodo en el que llega Georgi Neykov como coreógrafo.

## Carrera atlética
Benavente fue miembro del Comité Femenino de la Real  Federación Española de Gimnasia (FEG) desde 1962,Participó en el primer campeonato mundial de gimnasia rítmica en Budapest en diciembre de 1963, junto a otras españolas como Rosa Ascaso y Rosa Jiménez. En los ejercicios sin dispositivo de mano y con dispositivo de mano, Isabel Benavente quedó en el puesto 27. Con menos de 28 participantes, también en la competición individual, Ascaso quedó en el puesto 27.

## Participación en campeonatos internacionales
- WM 1963 (Budapest): 27 sin dispositivo de mano (8.266), 27 con dispositivo de mano (8.666), 27.Total individual (16.932 puntos)[1]